# Communauté d’agglomération de l’Auxerrois (vor 2017)
Die Communauté d’agglomération de l’Auxerrois (vor 2017) ist ein ehemaliger französischer Gemeindeverband mit der Rechtsform einer Communauté d’agglomération im Département Yonne in der Region Bourgogne-Franche-Comté. Sie wurde am 23. Dezember 1993 gegründet und umfasste zuletzt 21 Gemeinden. Der Verwaltungssitz befand sich in der Stadt Auxerre.

## Historische Entwicklung
Mit Wirkung vom 1. Januar 2017 wurde der Gemeindeverband um acht Gemeinden aus der ehemaligen Communauté de communes du Pays Coulangeois erweitert und dabei als Communauté d’agglomération de l’Auxerrois neu gegründet. Trotz der Namensgleichheit handelt es sich um eine Neugründung mit anderer Rechtspersönlichkeit.

## Ehemalige Mitgliedsgemeinden
1. Appoigny
2. Augy
3. Auxerre
4. Bleigny-le-Carreau
5. Branches
6. Champs-sur-Yonne
7. Charbuy
8. Chevannes
9. Chitry le Fort
10. Gurgy
11. Lindry
12. Monéteau
13. Montigny-la-Resle
14. Perrigny
15. Quenne
16. Saint-Bris-le-Vineux
17. Saint-Georges-sur-Baulche
18. Vallan
19. Venoy
20. Villefargeau
21. Villeneuve-Saint-Salves